# Đinh Kiến
Đinh Kiến(丁建) là thủ lĩnh quân khởi nghĩa chống lại chính quyền nhà Đường thời Bắc thuộc lần III trong lịch sử Việt Nam.

## Kế tục Lý Tự Tiên
Đinh Kiến vốn là một vị hào trưởng cũng là một thuộc tướng của Lý Tự Tiên, thời Bắc thuộc lần III. Hiện vẫn chưa rõ quê quán cũng như năm sinh, năm mất của Đinh Kiến.
Do chính sách thuế hà khắc của Lưu Diên Hựu, Lý Tự Tiên mưu sự chống lại. Đinh Kiến cùng tham gia dưới quyền Lý Tự Tiên. Mưu sự nổi dậy chưa phát thì bị Lưu Diên Hựu biết được, mang quân giết Lý Tự Tiên. Đinh Kiến liền đứng lên kế tục Tự Tiên lãnh đạo quân khởi nghĩa.
Đinh Kiến cùng một thủ lĩnh khác là Tư Thận họp quân tiến công, bao vây phủ đô hộ là thành Tống Bình. Quân của Lưu Diên Hựu bị cắt làm hai, một nửa ở ngoài và một nửa cố thủ trong thành, không liên lạc được với nhau. Diên Hựu vì trong thành còn ít quân, liệu thế không chống cự được, phải cố thủ và sai người đi cầu cứu tướng trấn giữ Quảng Châu của nhà Đường là Phùng Tử Du.
Phùng Tử Du tuy nhận lời, nhưng vốn có sự ganh ghét với Lưu Diên Hựu trên quan trường nên mặc kệ không cứu, muốn mượn tay Đinh Kiến giết Hựu.
Đinh Kiến tấn công mạnh mẽ vào thành Tống Bình, cuối cùng phá được thành và giết Diên Hựu. Quân khởi nghĩa làm chủ được phủ thành Tống Bình.

## Thất bại
Nghe tin Tống Bình thất thủ, nhà Đường bèn phái Tư mã Quế châu là Tào Huyền Tĩnh mang quân dẹp.
Chính quyền Đinh Kiến mới lập, quân lính mới họp và chưa có kinh nghiệm trận mạc. Tào Huyền Tĩnh tổ chức tấn công lớn vào quân khởi nghĩa. Đinh Kiến không đủ sức chống cự. Cuối cùng, ông bị quân Đường giết chết. Nhà Đường tái lập sự cai trị ở Việt Nam.